# Ramaze
Ramaze es un framework de aplicaciones web creado por Michael Fellinger (también conocido como manveru) para Ruby. La filosofía del mismo puede ser expresado como una mezcla entre KISS y POLS, tratando de hacer las cosas complejas de forma simple y lo imposible posible. Esto es por supuesto nada nuevo para las personas que conozcan algo de Ruby, pero a menudo es olvidado entre el interés en funcionalidades y características. Ramaze tiene como objetivo brindar las últimas herramientas, pero es el usuario quien debe aprovecharlo para lograr óptimos resultados a medida. Otro de los objetivos durante el desarrollo de Ramaze era hacer que todas las partes sean modular y, por lo tanto, reutilizable como sea posible, no solo para proporcionar una comprensión básica después de la primera vista, sino también para que sea posible la reutilización de partes de código.

## Historia
El desarrollo de Ramaze comenzó en el verano de 2006 por un desacuerdo con la dirección de Ruby on Rails. Originalmente el código de Ramaze se basó en su propio núcleo pero en marzo de 2009 este fue remplazado por una microestructura llamada Innate, también desarrollado por el autor de Ramaze.

## Descripción técnica
Al igual que muchos frameworks web, Ramaze utiliza el Modelo Vista Controlador (MVC) para organizar la arquitectura de programación de aplicaciones. Sin embargo, debido a la forma del funcionamiento de Ramaze, es muy fácil de utilizar una estructura completamente diferente para su aplicación. De hecho, la posibilidad de reconfigurar la manera de como trabaja el framework es una de las cosas que hace a Ramaze diferente en comparación con otros frameworks. Por defecto Ramaze soporta casi cualquier Template Engine, la mayoría de los ORMs, varios adaptadores (así como Mongrel) y una amplia gama de loggers (así como Growl). Ramaze también incluye una gran variedad de asistentes para la generación de formularios, autenticación, localización y mucho más.

## Ejemplo
```
require
 
'ramaze'

class
 
MyController
 
<
 
Ramaze
::
Controller

  
map
 
'/'

  
# GET /

  
def
 
index

    
"Hola, Ramaze!"

  
end

end
  

# Varias opciones como :port también pueden ser especificadas.

Ramaze
.
start

```